# Fluorescence récurrente
 (mai 2023).

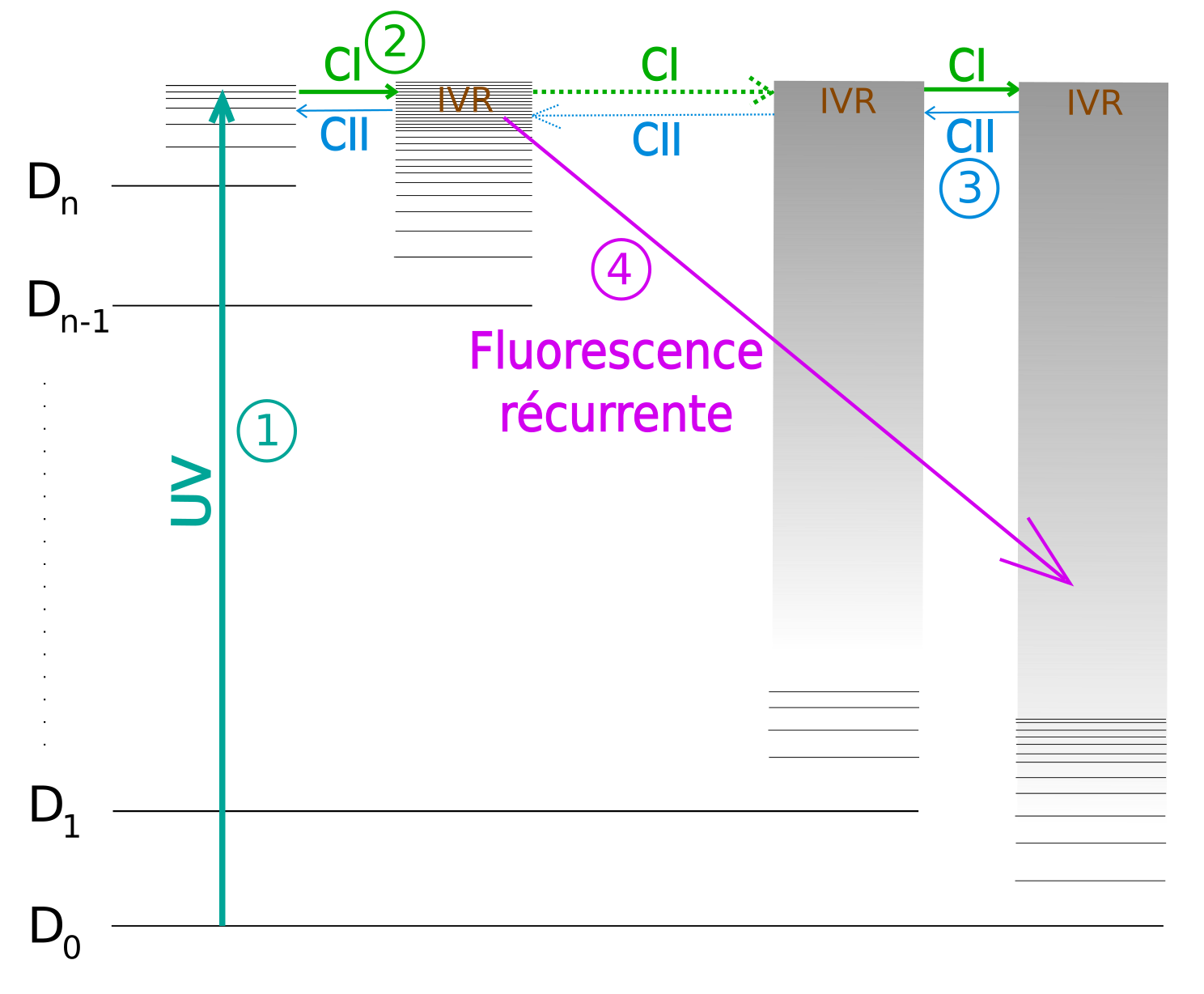
Le mécanisme menant à la fluorescence récurrente est décrit selon les étapes suivantes. Étape 1: le système est électroniquement excité par absorption d'un photon UV. Étape 2: successions de conversions internes (CI) convertissant spontanément l'énergie électronique en énergie rovibrationnelle. Cette étape empêche la fluorescence électronique. Étape 3: les conversions internes inverses (CII) permet de promouvoir des électrons à des états excités. Étape 4: une désexcitation électronique peut alors survenir, c'est la fluorescence récurrente. Pour plus de simplicité, les autres chemins de relaxation en compétition avec la fluorescence récurrente ne sont pas été représentés (émission rovibrationnelle, fluorescence inverse).

La fluorescence récurrente (aussi appelée fluorescence de Poincaré) est un mécanisme photophysique pouvant intervenir dans des molécules à l’état isolé. Le caractère isolé de la molécule étant une condition nécessaire, la fluorescence récurrente n’est en principe jamais observé sur Terre en tant que processus naturel. En revanche, elle devrait largement intervenir dans divers environnements du milieu interstellaire (nébuleuse planétaire, nébuleuse par réflexion, nuage moléculaire, région H II, disque protoplanétaire, enveloppe circumstellaire, etc) et dans lesquels la présence d’espèces moléculaires relativement complexes est avérée depuis plusieurs décennies.

## Historique
Les signaux d'émissions et d'absorptions détectés dans différentes gammes de longueurs d'onde en provenance d'environnements interstellaires donnent des indices sur les espèces et les mécanismes photophysiques qui en sont à l'origine. C'est dans ce contexte qu'A. Léger et al. ont proposé en 1988 la fluorescence récurrente comme pouvant expliquer de larges bandes d'émissions dans le proche infrarouge et le visible.

## Description du mécanisme
D'un point de vue général, un système moléculaire fait intervenir un grand nombre d'électrons et de noyaux atomiques en interaction les uns avec les autres. Ces interactions sont à l'origine des transitions non-radiatives qui sont particulièrement efficaces dans les édifices polyatomiques. Dans le cas de molécules polyatomiques, un système à l'état électronique excité subit plusieurs conversions internes et/ou croisements intersystèmes successives vers de plus bas états électroniques excités jusqu'à atteindre l'état électronique fondamental avec un état rovibrationnel très excité. En effet, au cours de ce processus non-radiatif (qui dure entre quelques picosecondes et nanosecondes), l'énergie électronique initiale est entièrement convertie en énergie rovibrationnelle.
À la suite de ce processus, l'interaction entre les électrons et les noyaux permet à la molécule, en principe, d'occuper à nouveau des niveaux électroniques excités en convertissant une partie de l'énergie rovibrationnelle en énergie électronique par conversion interne inverse et/ou croisement intersystème inverse. Ce processus inverse est néanmoins beaucoup plus lent que celui décrit dans le précédent paragraphe. Or, dans des conditions isolées, le système moléculaire a suffisamment de temps pour que ce processus inverse ait lieu et qu'il se retrouve dans un état électronique excité. Des conversions internes inverses et/ou croisements intersystèmes inverses additionnels peuvent intervenir et permettre au système d'occuper de plus hauts états électroniques excités, au détriment de l'énergie rovibrationnelle. De là, une désexcitation vibronique peut survenir car, grâce à ce processus inverse, le molécule passe plus de temps dans des états électronique excités.
L'occupation des niveaux électroniques à partir d'un état rovibrationnel de l'état électronique fondamental peut être décrite dans le cadre des systèmes dynamiques. En effet, le système moléculaire étant conservatif (conditions isolées) et évoluant donc dans un espace des phases de volume fini, le théorème de récurrence de Poincaré (aussi appelé le théorème du retour de Poincaré) s'y applique. Initialement, le système moléculaire est dans un état vibronique excité et se désexcite spontanément vers l'état électronique fondamental en transférant cette énergie vers les degrés de liberté rovibrationnels. Comme l'émission vibrationnelle est très lente (plusieurs millisecondes), le système moléculaire continue son exploration de l'espace des phases jusqu'à occuper successivement différents états électroniques excités, en route pour occuper son état initial (d'après le théorème de récurrence de Poincaré). Une désexcitation électronique peut alors survenir. On parle de fluorescence récurrente ou fluorescence de Poincaré, en hommage au mathématicien français Henri Poincaré pour ses travaux pionniers sur les systèmes dynamiques.
Il est important de faire la différence entre la fluorescence récurrente et la fluorescence électronique habituellement rencontrés sur Terre et en laboratoire. Dans le cas de molécules polyatomiques, les taux de transitions non-radiatives sont très rapides par rapport aux taux de fluorescences électroniques. Un état électronique excité se désexcite donc principalement de manière non-radiative (on dit que le rendement de fluorescence électronique est très faible). Dans les conditions isolées, les états électroniques peuvent être occupés de nouveau selon le mécanisme décrit plus haut et la molécule a donc plus de probabilité de subir une désexcitation électronique.

## Taux de fluorescence récurrente
Le taux de fluorescence récurrente {\displaystyle A_{\rm {rec}}^{n\rightarrow m}(E)} de la transition électronique {\displaystyle n\longrightarrow m} à l'énergie interne {\displaystyle E} (contenant l'énergie électronique, vibrationnelle et rotationnelle) de la molécule s'exprime comme le produit du taux de fluorescence électronique {\displaystyle A_{\rm {f}}^{n\rightarrow m}}et de la probabilité {\displaystyle p_{n}(E)} d'occuper l'état électronique excité {\displaystyle n},
{\displaystyle A_{\rm {rec}}^{n\rightarrow m}(E)=A_{\rm {f}}^{n\rightarrow m}\times p_{n}(E).}

Le nombre d'états rovibroniques étant extrêmement élevé, la mécanique statistique est particulièrement adapté pour exprimer la probabilité  {\displaystyle p_{n}(E)}. Par ailleurs, les taux de conversions internes, croisements intersystèmes, de leurs pendants inverses et de redistribution vibrationnelle intramoléculaire étant très élevés par rapport aux taux de fluorescence électroniques, on peut considérer que l'énergie est distribuée statistiquement parmi tous les états rovibroniques accessibles par la molécule. La probabilité {\displaystyle p_{n}(E)} est calculée dans le cadre microcanonique car le système est isolé.

Pour exprimer {\displaystyle p_{n}(E)}, il faut calculer le nombre de microétats du système moléculaire à l'énergie interne {\displaystyle E} fixée. Si nous notons {\displaystyle \Omega _{n}(E)} le nombre d'états rovibrationnels à l'énergie interne {\displaystyle E} dans l'état électronique {\displaystyle n}, alors le nombre d'états rovibrationnels total {\displaystyle \Omega _{\rm {tot}}(E)}, c'est-à-dire le nombre d'états rovibrationnels de chaque état électronique accessible s'écrit
{\displaystyle \Omega _{\rm {tot}}(E)=\sum _{n}\Omega _{n}(E-E_{n}).}
La somme s'étend sur tous les états électroniques tel que {\displaystyle E_{n}\leq E}. On en déduit alors que
{\displaystyle A_{\rm {rec}}^{n\rightarrow m}(E)=A_{\rm {f}}^{n\rightarrow m}\times {\frac {\Omega _{n}(E-E_{n})}{\Omega _{\rm {tot}}(E)}},}

avec {\displaystyle \Omega _{n}(E-E_{n})} le nombre d'états rovibrationels de la molécule dont l'énergie interne E se décompose en une énergie rovibrationnelle {\displaystyle E-E_{n}} et une énergie électronique {\displaystyle E_{n}} (i.e l'état électronique excité {\displaystyle n} est occupé). Contrairement à la fluorescence électronique, le taux de fluorescence récurrente dépend de l'énergie interne de la molécule. Son expression mathématique révèle qu'elle est d'autant plus importante que le niveau électronique est bas et d'autant plus importante que l'énergie interne {\displaystyle E} est élevée.

## Détections expérimentales
Les conditions isolées du système imposent que les expériences mettant en évidence la fluorescence récurrente soit menées en phase gazeuse et à de très faibles pressions (de l'ordre de {\displaystyle 10^{-10}} mbar). Détecter des photons émis en phase gazeuse et dans l'ultravide est particulièrement exigeant en raison du faible rapport signal sur bruit des signaux d'émissions et expliquent les raisons pour lesquelles la fluorescence récurrente a été détectée que très récemment en laboratoire. Ces expériences sont réalisées dans des anneaux de stockage électrostatiques.
Plusieurs détections indirectes de la fluorescence récurrente ont été rapportées dans des expériences mesurant la relaxation radiative du cation anthracène,du {\displaystyle {\ce {C6^-}}} et du {\displaystyle {\ce {C6^H-}}}. Des expériences récentes ont rapporté une détection de photons émis via la fluorescence récurrente dans le cas de l'agrégat de carbone {\displaystyle {\ce {C6^-}}} et de l'ion naphtalène.

## Intérêt en astrophysique
De nos jours, il est admis que le mécanisme photophysique suivant excitation électronique par un photon stellaire {\displaystyle \rightarrow } transitions non-radiatives {\displaystyle \rightarrow } relaxation vibrationnelle a lieu dans différents environnements du milieu interstellaire pour des hydrocarbures aromatiques polycycliques et autres molécules pouvant survivre à une absorption d'un photon stellaire. En plus de l'émission vibrationnelle, la fluorescence récurrente est maintenant sérieusement considéré comme jouant un rôle important dans la photophysique de certaines espèces moléculaires comme les hydrocarbures aromatiques polycycliques cationiques.
Pendant la relaxation radiative induite par l'absorption d'un photon stellaire, la fluorescence récurrente est donc en compétition avec l'émission vibrationnelle et la (thermo-)photodissociation. De ce fait, elle pourrait favoriser la survie dans le milieu interstellaire d'espèces considérées, jusqu'à récemment, comme détruites par (thermo-)photodissociation.